# Arthur A. Neu

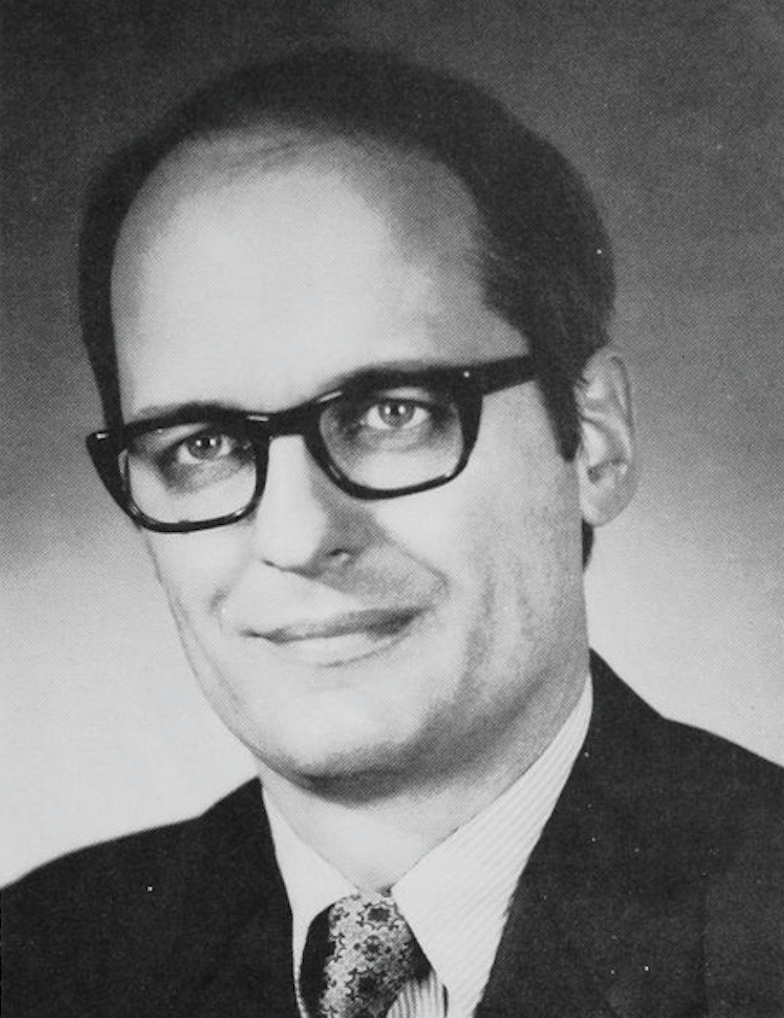
Arthur A. Neu

Arthur A. Neu (* 9. Februar 1933 in Carroll, Carroll County, Iowa; † 2. Januar 2015 in Des Moines) war ein US-amerikanischer Politiker. Zwischen 1973 und 1979 war er Vizegouverneur des Bundesstaates Iowa.

## Werdegang
Nach einem Jurastudium an der Northwestern University in Illinois und seiner Zulassung als Rechtsanwalt begann Arthur Neu in seiner Heimatstadt Carroll in diesem Beruf zu arbeiten. Gleichzeitig schlug er als Mitglied der Republikanischen Partei eine politische Laufbahn ein. Von 1967 bis 1973 gehörte er dem Senat von Iowa an.
1972 wurde Neu an der Seite von Robert D. Ray zum Vizegouverneur von Iowa gewählt. Dieses Amt bekleidete er zwischen 1973 und 1979. Dabei war er Stellvertreter des Gouverneurs und Vorsitzender des Staatssenats. Anschließend amtierte er von 1982 bis 1985 noch als Bürgermeister von Carroll.